# 池田满寿夫
池田满寿夫（1934年2月23日—1997年3月8日），日本画家，版画家，雕刻家，陶艺家，艺术家。

## 生平
池田满寿夫生於满洲国奉天市，战后长于日本长野县，就读于长野北高等学校（现“长野县长野高等学校”）。后考入早稻田大学。池田满寿夫于早稻田大学就读期间娶了寄宿处处长女儿，并在酒馆內以画卖肖像画维生。19岁时他的画作入选“自由美术家”协会展。
1977年，池田满寿夫的电影《献给爱琴海》获芥川奖。1997年3月8日，他位於静冈县热海市的住所遭遇地震，其因心臟衰竭突然去世。享年63岁。